# Spontansprache
In vielen Bereichen der Sprachwissenschaften und der Sprechwissenschaft wird Spontansprache als Bezeichnung für einen Untersuchungsgegenstand verstanden. Im Zentrum dieser Untersuchungen steht die gesprochene Sprache, wie sie im Alltag verwendet wird.

## Begriffsdefinition
Unter Spontansprache versteht man frei formuliertes, unvorbereitetes Sprechen im Alltag. Gemeint ist der freie Redefluss, der entsteht, wenn Menschen miteinander mündlich in Verbindung treten, ohne sich den Redeinhalt davor zurechtgelegt oder notiert zu haben bzw. ihn von einer schriftlichen Unterlage ab-/vorzulesen. Gedankengänge werden laufend in Sprache umgesetzt.
Sehr häufig entstehen dabei auch ungrammatische Sätze. Spontansprache enthält sowohl abgebrochene Sätze, als auch Einschübe oder Selbstkorrekturen. Auch nicht bedeutungstragende Äußerungselemente wie Räuspern oder Lautäußerungen wie zum Beispiel „ähm“ sind Bestandteile der Spontansprache. Diese natürlich gesprochene Sprache stellt sich in dialoghaften Situationen, also face-to-face, ein oder tritt als Monolog oder Gruppengespräch auf. Sie kann themen- oder aufgabenbezogen sein, ist sonst aber an keine Restriktionen gebunden.

## Spontansprache in verschiedenen Disziplinen der Sprachwissenschaft

### Phonetik
In der Phonetik untersucht man Spontansprache beispielsweise hinsichtlich artikulatorischer, prosodischer und nonverbaler Elemente, die als Häsitationen bezeichnet werden. Gemeint sind Artikulationen, die den flüssigen Redestrom unterbrechen (ah, ahm, hm, br, pf etc.), Lachen, Räuspern, verzögernde Dehnung oder Pausen.
Ein Beispiel für Forschung in diesem Bereich ist das Forschungsprojekt „Lautmuster deutscher Spontansprache“ an der Universität Kiel. Spontansprache wird in derlei Untersuchungen der Lesesprache gegenübergestellt.
Auch die forensische Phonetik analysiert phonetische Merkmale von Spontansprache, wenn sie zum Beispiel Stimmenvergleiche aufgrund von Grundfrequenzanalysen durchführt.

### Klinische Linguistik
Beispiel Aphasiediagnostik: Der Aachener Aphasie Test (AAT) besteht aus sechs Untertests, der erste davon untersucht die Spontansprache. Bewertet werden Kommunikationsverhalten, Artikulation und Prosodie, Automatismen, Semantik, Phonematik und Syntax 

### Psycholinguistik
Die Psycholinguistik untersucht Sprachverarbeitungsprozesse und Sprachbewusstheit. Erstere finden auf mehreren Ebenen statt wie der Phonem-Graphem-Ebene, der Wort- und der Satzebene. Zweitere meint die Fähigkeit, Sprache reflektieren zu  können.

### Gesprächsanalyse
Die Analyse gesprochener Sprache zeigt unterschiedliche Einflüsse auf. Beispielsweise kann Schriftsprache auf sie einwirken, sodass ein Sprechstil entwickelt wird, der „druckreif“ oder „papierern“ anmutet. Spontansprache beeinflusst umgekehrt aber auch Formen von schriftlicher Kommunikation wie zum Beispiel E-Mail oder Chat. Gesprächsanalysen erbringen im Übrigen auch Erkenntnisse über die Entwicklung des Sprachverständnisses.

### Computerlinguistik
zum Beispiel Spracherkennung, Übersetzungen etc.
- Beispiel 1: Die „Tübinger Baumbank“[2] des Deutschen / Spontansprache (TüBa-D/S) ist ein syntaktisch annotiertes Korpus auf der Grundlage von spontansprachlichen Dialogen, die manuell transliteriert wurden. Sie umfasst ca. 38.000 Sätze bzw. 360.000 Wörter. Die Annotation erfolgte von Hand.
- Beispiel 2: Institut für deutsche Sprache und Linguistik, Lehrstuhl für Computerlinguistik. Jürgen Kunze, Computerlinguistik II – erster Teil: Erkennung und Synthese gesprochener Sprache (speech). Auf der Webseite der Universität Berlin gibt es dazu ein Vorlesungsskript[3]

## Spontansprache in der Medizin (Phoniatrie)
Die Spontansprache stellt ein besonderes Problem bei sog. Redeflussstörungen, insbesondere dem Poltern, dar. Derartige Sprechstörungen, die die Spontansprache aktut betreffen und erschweren, werden im Rahmen einer logopädischen Therapie behandelt.

## Einzelbelege
1. ↑  Forschungsprojekt „Lautmuster deutscher Spontansprache“ (PDF; 213 kB)
2. ↑  Tübinger Baumbank "TüBa-D/S" auf der Webseite der Universität Tübingen (Memento vom 11. August 2011 im Internet Archive)
3. ↑  
Vorlesungsskript zur Computerlinguistik, Universität Berlin (Memento vom 28. Mai 2007 im Internet Archive)
(Mirror Page:
S. 1–34 (PDF; 480 kB)
S. 35–44 (PDF; 806 kB)
S. 45–63 (PDF; 402 kB)
S. 64–97 (PDF; 1,3 MB)
S. 98–121; PDF; 370 kB)